# Harold Young (director)
Harold Young (13 de noviembre de 1897–3 de marzo de 1972) fue un director, editor y actor cinematográfico de nacionalidad estadounidense.

## Biografía
Nacido en Portland, Oregón, fue editor cinematográfico desde 1923 hasta 1934, trabajando en una serie de cortos protagonizados por George O'Hara bajo la dirección de Malcolm St. Clair.   
Entre las películas más conocidas dirigidas por él figura The Scarlet Pimpernel (1934), interpretada por Leslie Howard y Merle Oberon, uno de los ocasionales filmes que rodó en el Reino Unido.  
Harold Young falleció en Beverly Hills, California, en 1972.

## Filmografía
Como editor:
- Sally, Irene and Mary (1925)
- The Strong Man (1926)
- The Private Life of Helen of Troy (1927)
- Yellow Lily (1928)
- The Painted Angel (1929)
- Her Private Life (1929)
- Bright Lights (1930)
- Top Speed (1930)
- The Lash (1930)
- Counsel's Opinion (1933)
- The Rise of Catherine the Great (1934)

Como director:
- The Scarlet Pimpernel (1934)
- Too Many Millions (1934)
- Leave It to Blanche (1934)
- Without Regret (1935)
- 52nd Street (1937)
- Newsboys' Home (1938)
- Little Tough Guy (1938)
- Dreaming Out Loud (1940)
- Juke Box Jenny (1942)
- There's One Born Every Minute (1942)
- The Mummy's Tomb (1942)
- Rubber Racketeers (1942)
- Hi'ya, Chum (1943)
- Machine Gun Mama (1944)
- The Frozen Ghost (1945)
- Song of the Sarong (1945)
- The Jungle Captive (1945)